# Бобро, Николай Макарович
Николай Макарович Бобро (12 [25] ноября 1916, Хуторо-Губиниха, Новомосковский район — 13 июля 1987, Новомосковск, Днепропетровская область) — гвардии старшина Советской армии, участник Великой Отечественной войны, Герой Советского Союза (1945).

## Биография
Родился 12 (25) ноября 1916 года в селе Хуторо-Губиниха (ныне в Новомосковском районе Днепропетровской области Украины) в семье крестьянина. Получил неполное среднее образование, после чего работал трактористом в совхозе.
В 1938 году был призван на службу в Рабоче-крестьянскую Красную армию Новомосковским районным военным комиссариатом Днепропетровской области Украинской ССР, служил в Ленинградском военном округе на Крайнем Севере. С начала Великой Отечественной войны на её фронтах. Участвовал в боях под Мурманском.
В 1943 году вступил в ВКП(б). К октябрю 1944 года старший сержант Николай Бобро был помощником командира взвода 2-й стрелковой роты,  95-го стрелкового полка, 14-й стрелковой дивизии, 131-го стрелкового корпуса, 14-й армии, Карельского фронта. Отличился во время Петсамо-Киркенесской операции.
13 октября 1944 года взвод Бобро попал в окружение на только что занятой им же высоте. Когда из строя выбыл командир взвода, командование взял на себя Бобро, сумев организовать круговую оборону. В тот день немецкие подразделения предприняли несколько безуспешных контратак. В боях за высоту лично уничтожил 6 солдат противника. 15 октября 1944 года взвод Бобро первым среди полковых подразделений форсировал реку Петсамойоки (ныне — Печенга) и с ходу вступил в бой. Бойцами взвода было уничтожено несколько десятков солдат и офицеров противника, что способствовало успешной переправе всего батальона. Несмотря на массированный вражеский огонь, увлёк взвод в атаку и первым ворвался в посёлок Петсамо (ныне — Печенга Мурманской области).
Указом Президиума Верховного Совета СССР от 24 марта 1945 года за «образцовое выполнение боевых заданий командования на фронте борьбы с немецко-фашистским захватчиками и проявленные при этом мужество и героизм» старший сержант Николай Бобро был удостоен высокого звания Героя Советского Союза с вручением ордена Ленина и медали «Золотая Звезда» за номером 5511.
В 1946 году в звании гвардии старшины был демобилизован, после чего вернулся на родину. В 1948 году окончил партшколу, находился на партийной и советской работе. Проживал в городе Новомосковске Днепропетровской области Украинской ССР, умер 13 июля 1987 года.

## Награды
Был также награждён орденами Отечественной войны I и II степени, а также медалями За отвагу, За оборону Советского Заполярья.